# Jonathan Farmer
Jonathan George Farmer (23 de abril de 1945-4 de septiembre de 2023) fue un deportista neozelandés que compitió en vela en la clase Finn. Ganó dos medallas en el Campeonato Mundial de Finn, bronce en 1975 y plata en 1976.

## Palmarés internacional
| Campeonato Mundial | Campeonato Mundial   | Campeonato Mundial | Campeonato Mundial |
| Año                | Lugar                | Medalla            | Clase              |
| ------------------ | -------------------- | ------------------ | ------------------ |
| 1975               | Malmö (Suecia)       | Medalla de bronce  | Finn               |
| 1976               | Brisbane (Australia) | Medalla de plata   | Finn               |